# Кримська вулиця (Одеса)
Кримська вулиця — вулиця в місті Одеса, розташована в Пересипському районі, відома також під назвою Кримський бульвар. Вважається найдовшою бульварною вулицею селища Котовського.
Вулиця закладена у 1979 році як пішохідна зона, тому дістала неофіційну назву бульвару. Пролягає від Марсельської вулиці до вулиці Владислава Бувалкіна, перетинаючи вулиці Заболотного, Давида Ойстраха і Молодіжний парк. Проїжджою є тільки ділянка між вулицями Академіка Заболотного і Давида Ойстраха, решта — пішохідна зона. Неподалік від Молодіжного парку працює великий ТРЦ «City Center» із багатьма крамницями, фітнес-центром і дитячим розважальним центром.

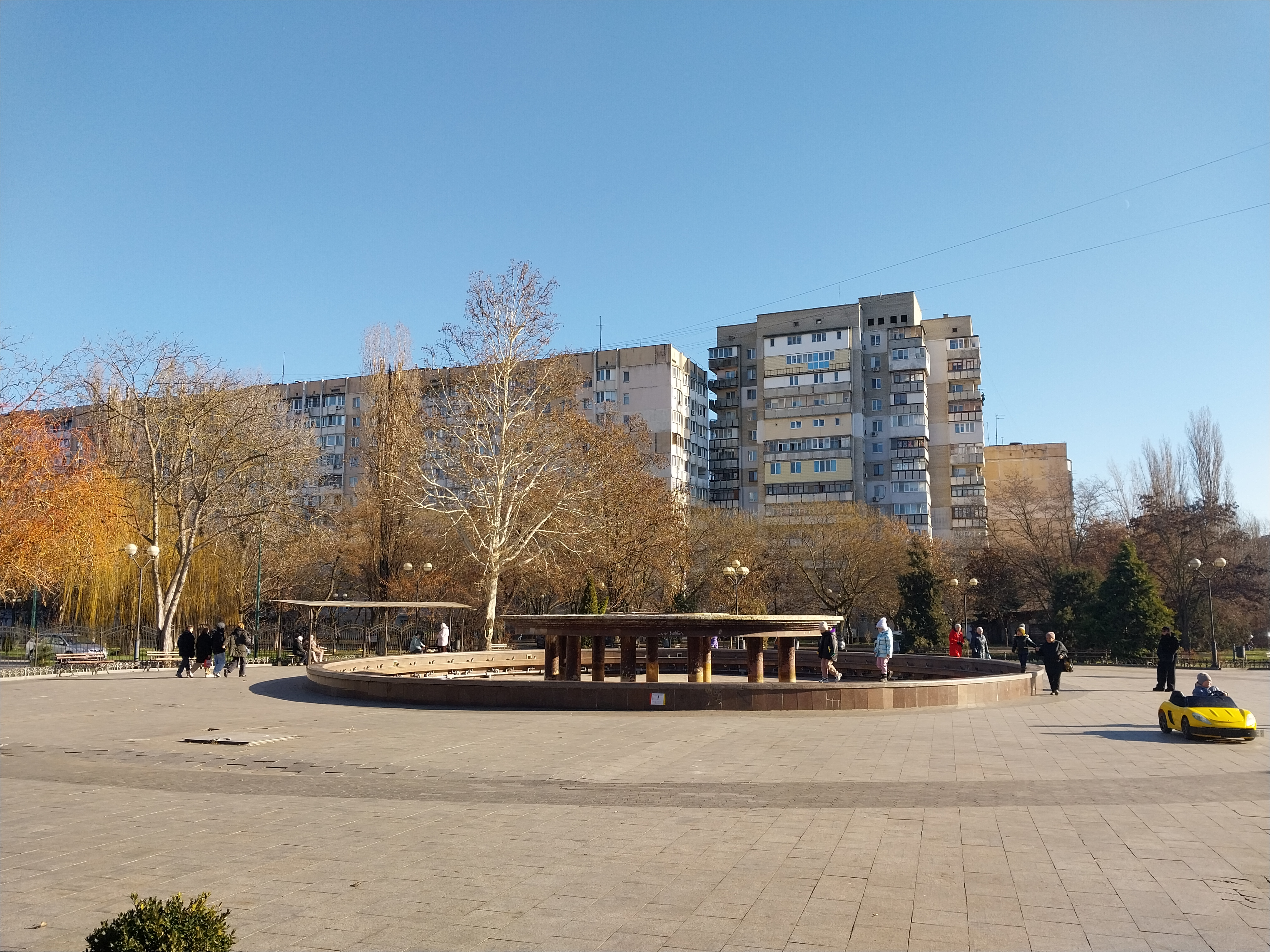
Майданчик із фонтаном на перетині вулиць Кримської та Академіка Заболотного

У 2012 році вулиця зазнала глобальної перебудови — алеї бульвару були викладені бруківкою, встановлені ліхтарі, лавки. Вздовж вулиці було облаштовано багато спортивних і дитячих майданчиків, кафе, місце для тренування псів. Відповідно вулиці перетворилася на зручне місця для прогулянок та занять спортом. На перетині вулиць Кримської та Академіка Заболотного було облаштовано майданчик із фонтаном, який працює з травня по жовтень.